# Szapoklak (film)
Szapoklak (oryg. Шапокляк) – radziecki film animowany z 1974 roku w reżyserii Romana Kaczanowa. Trzeci z filmów o Kiwaczku.

## Fabuła
Krokodyl Giena i Czeburaszka decydują się wyjechać na wakacje nad morze. W pociągu Szapoklak kradnie im bilety, więc są zmuszeni wysiąść na najbliższej stacji. W drodze do domu z pomocą Szapoklak udaje im się powstrzymać turystów od kłusownictwa i zatrzymać pracę fabryki zanieczyszczającej rzekę.

## Obsada (głosy)
- Wasilij Liwanow jako Krokodyl Gena
- Kłara Rumianowa  jako Kiwaczek
- Irina Mazing jako Szapoklak
- Władimir Fierapontow jako kłusownik Pietia; dyrektor fabryki